# Video Girl Ai
Video Girl Ai (電影少女 VIDEO GIRL AI?, Den'ei shōjo Video Girl Ai, lett. "La ragazza del video") è un manga shōnen scritto e disegnato da Masakazu Katsura, che comprende diversi spin-off e adattamenti.

## Trama

### Video Girl
Munehiro Yamakawa è un liceale innamorato di Hiroko Himoru, alla quale non riesce a dichiarare i suoi sentimenti. Dopo aver riprodotto una videocassetta presa al Gokuraku, un videonoleggio che trova lungo la strada di casa, nota con stupore che dallo schermo del televisore esce una ragazza che dice di chiamarsi Haruno: per consolarlo della delusione subita si offre come insegnante per un "corso intensivo di primo appuntamento", che darà a Munehiro il coraggio di dichiararsi a Hiroko. Haruno rimane al fianco di Munehiro per due settimane, durante le quali si affeziona al ragazzo che intanto è riuscito a convincere Hiroko a uscire con lui. Nel corso del loro appuntamento Hiroko scarica Munehiro, e il ragazzo si rende conto di essersi innamorato di Haruno e che la ragazza sta per scomparire dato che la sua esistenza sulla Terra è limitata alla durata del nastro della videocassetta (un mese). Munehiro e Haruno riescono a dichiararsi i propri sentimenti un attimo prima che la ragazza si dissolva; sette anni dopo Munehiro incontra una donna somigliante ad Haruno e i due, all'unisono, dichiarano di essersi ritrovati.

### Video Girl Ai
Yota Moteuchi è uno studente liceale di 16 anni che a causa di una enorme timidezza e di una gran dose di sfortuna, ha difficoltà a rapportarsi con l'altro sesso, venendo così soprannominato da tutti "Motenai Yoda", ossia "senza donne" (un gioco di parole ottenuto leggendo diversamente gli ideogrammi del suo nome).
Il nostro impacciato protagonista è follemente innamorato della sua bella compagna di classe Moemi Hayakawa, ma non riesce mai a cogliere il momento opportuno per confidarle il suo amore. Dopo essere riuscito a diventare suo amico, Yota decide di confidare i suoi sentimenti alla ragazza, ma prima di riuscirvi, scopre che Moemi in realtà prova una grande attrazione per Takashi Niimai, il suo migliore amico. Allora Yota, dimostrando un incredibile altruismo, decide di non dichiararsi e, addirittura, di aiutare Moemi a conquistare Takashi. Quest'ultimo però è a conoscenza dei sentimenti che prova Yota per Moemi e per questo sceglie di respingere la ragazza, pensando di fare così un favore al suo amico.
Rincasando, Yota si imbatte in uno strano video noleggio, il Gokuraku Club (letteralmente il "Club Paradiso"). Incuriosito vi entra e qui viene subito colpito da un video dal titolo "Io ti consolerò - Ai Amano". Convinto che la cassetta sia in realtà un video hard, il giovane decide di portarselo a casa. Ma una grande sorpresa lo aspetta: infatti, mentre cerca di riprodurre la cassetta con il suo videoregistratore, il giovane viene investito da un enorme bagliore e scopre che Ai è comparsa in carne ed ossa al suo fianco. Aver riprodotto la cassetta nel videoregistratore rotto, tuttavia, ha causato qualche inconveniente: il carattere e le curve di Ai risultano cambiati, e non si rivela affatto tenera e servizievole come previsto, ma un vero e proprio tornado.
Nascono così numerosi intrecci romantici e cocenti delusioni: Ai, cerca in ogni modo di far diventare Yota una persona sicura di sé, sperando così che Moemi possa innamorarsi di lui. Allo stesso tempo però, la bella Ai si innamora della semplicità e della gentilezza del ragazzo, vivendo così dei sentimenti mai provati in precedenza. Ai però, decide di non dichiararsi, perché sa che la sua permanenza nel mondo reale è legata alla durata del nastro della videocassetta (tre mesi).
A complicare la vicenda, interverrà il proprietario del Gokuraku (nonché creatore delle Video Girl), infastidito dal malfunzionamento di Ai, e deciso a ritirare il suo nastro dalla circolazione.

### Video Girl Len
La storia è ambientata 9 anni dopo le vicende narrate all'inizio di Video Girl Ai. Il protagonista si chiama Hiromu Taguchi e frequenta un corso di disegno. Nella classe, che ha per insegnante Yota Moteuchi (il protagonista di Video Girl Ai), incontra una ragazza chiamata Ayumi Shirakawa e immediatamente si innamora di lei.
Viene però a conoscenza di alcune voci sul conto di Ayumi che la disegnano come una ragazza facile, e per smentirle Hiromu le chiede un appuntamento. Alla fine di questo appuntamento i due si trovano da soli nella classe dove di solito si tiene il corso di disegno, e Hiromu accenna un discorso a proposito delle voci che girano su di lei.
La ragazza pensa che Hiromu sia uscito con lei solo perché spera che le voci sul suo conto siano vere e, delusa, inizia a togliersi le mutandine. Il ragazzo pensa che le voci che girano sul conto di Ayumi siano vere: sconvolto, scappa dalla classe di disegno ed incontra il suo migliore amico Toshiki Karukawa.
Insieme scoprono un nuovo videonoleggio chiamato Neo Gokuraku; ci entrano e subito credono che si tratti di un negozio di video hard. Toshiki riesce a noleggiare una cassetta anche se il vecchietto proprietario del club cerca di proibirglielo.
Appena sono a casa Toshiki inserisce la videocassetta nel registratore e accade l'incredibile: una ragazza, dallo schermo, comincia a discutere animatamente con Toshiki e ad un certo punto salta fuori dallo schermo. La giovane dice di chiamarsi Len Momono, e il suo compito è quello di aiutare Hiromu a smentire le voci su Ayumi e a conquistarla.
Dopo molte vicissitudini Hiromu ed Ayumi, felici, si metteranno insieme. A questo punto Len ha esaurito il suo compito: la notte di Natale viene ritirata dal videonoleggio e scompare.

## Personaggi

### Video Girl
- Munehiro Yamakawa: il protagonista della storia, timido ed impacciato, non riesce a dichiarare il suo amore a Hiroko.
- Hiroko Hiromu: la ragazza di cui è innamorato Munehiro.
- Makoto: un amico di Munehiro che riuscirà a convincere Hiroko ad uscire insieme a Munehiro.
- Haruno: la ragazza che esce dal video, insegnerà a Hiromu come comportarsi durante il suo primo appuntamento con Hiroko.

### Video Girl Ai
- Yota Moteuchi - è un sedicenne che ha difficoltà a relazionarsi con le ragazze. A lui, in seguito ad una delusione d'amore, appare il videonoleggio Gokuraku Video Club, che solo i puri di cuore possono vedere, e dove entrerà in possesso del nastro "Io ti consolerò - Ai Amano". Ragazzo estremamente altruista e sognatore, vive in casa da solo: ha infatti perso la madre in tenera età, mentre il padre è costantemente all'estero per lavoro. Il suo sogno è quello di diventare un bravo disegnatore.
- Ai Amano - è la sedicenne Video Girl che appare a Yota. Essendo stata riprodotta da un videoregistratore guasto, Ai non è come tutte le altre Video Girl: subisce infatti un cambiamento di carattere e di fisionomia, oltre ad acquistare il "difetto" di provare sentimenti verso gli altri. Ragazza gioviale, spiritosa, decisamente priva del senso del pudore ed estremamente altruista.
- Moemi Hayakawa - bellissima compagna di classe di Yota, della quale quest'ultimo è follemente innamorato. Ragazza dolce e insicura, prova dei forti sentimenti verso Takashi Niimai, il migliore amico di Yota.
- Takashi Niimai - è il migliore amico di Yota. Takashi ha un grande successo con le ragazze, nonostante sia una persona fredda e distaccata.
- Roleck - conosciuto anche come "l'uomo con l'impermeabile", Roleck è il creatore delle Video Girl. È una persona perfida e spietata, avverso a sentimenti come l'amore e l'amicizia. Insegue il sogno della perfezione assoluta, per questo decide di catturare e distruggere Ai, perché ritenuta una unità difettosa.
- Mai Kamio - è un'altra Video Girl contenuta nella cassetta dal titolo "Fatti forza - Mai Kamio". Viene inviata da Roleck nel mondo reale per distruggere Ai. Mai (che significa letteralmente "odio") è molto diversa da Ai (il cui nome significa "amore"): non prova emozioni ma si limita ad eseguire il compito per cui è stata creata.
- Nobuko Nizaki - ragazza di 15 anni, decide di iscriversi nella stessa scuola di Yota perché è follemente innamorata di quest'ultimo. Nobuko è una persona estremamente determinata, infatti riesce con caparbietà a fidanzarsi con Yota. Prova una grande gelosia verso il suo senpai, e per questo non riesce a sopportare tutte le attenzioni che lui ha nei confronti di Ai, decidendo così di troncare la loro relazione.
- Natsumi Yamaguchi - ex compagna di giochi dell'asilo di Yota. A lei è legato un forte ricordo che ha segnato Yota fin da piccolo. Natsumi è una ragazza determinata e con la sua caparbietà spinge Yota ad agire in maniera più matura ed indipendente. Gira il Giappone con una tenda per cercare il suo ragazzo, Koji Shimizu, partito con l'intenzione di cercarsi un lavoro per poterla sposare, ma sparito ormai da diverso tempo. Soffre di una grave malattia cardiaca.

### Video Girl Len
- Hiromu Taguchi (田口広夢?, Taguchi Hiromu): il protagonista della storia, innamorato di Ayumi.
- Ayumi Shirakawa (白川あゆみ?, Shirakawa Ayumi): La ragazza amata da Hiromu, sembra che nel suo passato vi sia stato un episodio terribile.
- Len Momono (桃乃恋?, Momono Len): Una ragazza che esce dal video, cerca di aiutare Hiromu. Il suo nome proprio vuol dire "amore" (come Ai).
- Toshiki Karukawa (刈川俊騎?, Karukawa Toshiki): il migliore amico di Hiromu, dà appuntamenti a tutte le ragazze che incontra anche se non ama nessuna di loro.
- Shoko Ozawa (小沢梢子?, Ozawa Shōko): un'altra amica di Hiromu e Toshiki, prova attrazione verso Hiromu.

## Media

### Manga
La serie esordì con un one-shot, Den'ei shōjo (電影少女?), pubblicato sulla rivista Weekly Shōnen Jump e in seguito raccolto in un tankōbon, pubblicato in Italia con il titolo di Video Girl. Nel 1989, sempre su Weekly Shōnen Jump, iniziò la serie regolare del manga Video Girl Ai, la cui trama segue quella del one-shot ma con personaggi diversi. In seguito alla conclusione del manga, con un totale di 17 tankōbon, Katsura ha pubblicato uno spin-off, Video GIrl Len, composto da due volumi.
In Giappone, la prima versione del manga - pubblicata solo in rivista e nella prima edizione dei tankōbon (precisamente nei volumi 3 e 5 originali) - conteneva alcune scene di nudo e intere pagine inedite, poi corrette da Katsura per le edizioni successive, onde evitare che VGA venisse considerato un manga erotico.
In Italia ha avuto tre versioni pubblicate dalla Star Comics, dal numero 1 al 17 della collana Neverland (1993), con tavole ribaltate per la lettura "all'occidentale", e dal numero 1 al 13 della collana Greatest (2000) con il verso di lettura giapponese.
Una terza edizione, sempre con il verso di lettura originale e con una nuova traduzione, denominata Video Girl Ai New Edition, venne pubblicata in Italia da novembre 2014, di cui i primi due volumi sono stati fatti uscire contemporaneamente per celebrare Masakazu Katsura come ospite d'onore di Star Comics al Lucca Comics & Games 2014. Questa nuova edizione si compone di nove volumi basati sulla edizione bunkoban giapponese del 2003 (la Video Girl Ai - Pocket Edition).
La serie è stata distribuita anche negli Stati Uniti da Viz Media, in Francia da Editions Tonkam, in Spagna da Planeta DeAgostini, in Brasile da Editora JBC, in Messico da Grupo Editorial Vid, in Germania da Carlsen Comics, in Ungheria da Semic Interprint ed in Polonia da Waneko.

#### Volumi
| 1  | 1     | 10 luglio 1990 | ISBN 4-08-871801-1 | marzo 1993              |
| 1  | 1     | Capitoli - 1. Le distanza del cuore - 2. E adesso che si fa? - 3. Tette - 4. Lo faccio per lui - 5. Primo appuntamento - 6. Dichiarazione - 7. Dichiarazione - Parte 2 - 8. Un sogno che risorge                             |                    |                         |
| 2  | 2     | 10 settembre 1990 | ISBN 4-08-871802-X | aprile 1993             |
| 2  | 2     | Capitoli - 9. Dov'è l'amore? - 10. Sparisco - 11. Separata da Yota - 12. Non t'importa di me - 13. In casa - 14. Mi piaci - 15. Un cuore soffre - 16. Ultima gentilezza - 17. Una coppia triste                              |                    |                         |
| 3  | 3     | 9 novembre 1990 | ISBN 4-08-871803-8 | maggio 1993             |
| 3  | 3     | Capitoli - 18. La scala di vetro - 19. Fulmine d'amore - 20. Rinascita - 21. Senpai - 22. Due parole - 23. Triste rimpiattino - 24. Decision! - 25. Più leggeri - 26. Profondi sentimenti                                    |                    |                         |
| 4  | 4     | 10 gennaio 1991 | ISBN 4-08-871804-6 | giugno 1993             |
| 4  | 4     | Capitoli - 27. Schegge di memoria - 28. Resto qui - 29. Due sotto un tetto - 30. Lunga notte - 31. Scusa... - 32. Disdetta - 33. Il terzo incomodo - 34. Vicino a te - 35. Coraggio - 36. Gentilezza                         |                    |                         |
| 5  | 5     | 8 marzo 1991 | ISBN 4-08-871805-4 | luglio 1993             |
| 5  | 5     | Capitoli - 37. Video Girl Mai - 38. Ai - 39. Click... - 40. Nemesi - 41. Come una volta - 42. Lo scivolo - 43. Binari Paralleli - 44. Illusione - 45. Potremo dimenticare?                                                   |                    |                         |
| 6  | 6     | 10 giugno 1991 | ISBN 4-08-871806-2 | agosto 1993             |
| 6  | 6     | Capitoli - 46. Cosa?! - 47. Non è così - 48. Piantati - 49. Una mano tiepida - 50. Attacco - 51. Bluff - 52. Il bacio della morte - 53. Gettare la vita - 54. Forza magnetica                                                |                    |                         |
| 7  | 7     | 7 agosto 1991 | ISBN 4-08-871807-0 | settembre 1993          |
| 7  | 7     | Capitoli - 55. Miracoloso accordo - 56. Immagine - 57. Viaggio nel tempo - 58. Tempesta - 59. Sospetto - 60. Disprezzo - 61. Determinazione - 62. Chi sei? - 63. Sei strano                                                  |                    |                         |
| 8  | 8     | 9 ottobre 1991 | ISBN 4-08-871808-9 | ottobre 1993            |
| 8  | 8     | Capitoli - 64. Come quel giorno - 65. Adesso basta - 66. Sentimenti - 67. Stammi vicino - 68. Rimprovero - 69. Chiarimenti - 70. Il copione di Ai - 71. Ricordi - 72. Bacio                                                  |                    |                         |
| 9  | 9     | 3 dicembre 1991 | ISBN 4-08-871809-7 | novembre 1993           |
| 9  | 9     | Capitoli - 73. Paura - 74. Dal passato - 75. L'album da disegno - 76. Sentimenti - 77. Cose nascoste - 78. Segreteria telefonica (parte 1) - 79. Segreteria telefonica (parte 2) - 80. Senza scuse - 81. Conto alla rovescia |                    |                         |
| 10 | 10    | 10 febbraio 1992 | ISBN 4-08-871810-0 | dicembre 1993           |
| 10 | 10    | Capitoli - 82. Gelosia - 83. Possibilità - 84. Senza fuggire - 85. Come la neve - 86. Limiti - 1 - 87. Limiti - 2 - 88. Umana o no? - 89. Influenza - 90. Un tipo freddo                                                     |                    |                         |
| 11 | 11    | 8 maggio 1992 | ISBN 4-08-871701-5 | gennaio 1994            |
| 11 | 11    | Capitoli - 91. Bella dentro - 92. Malinconia - 93. Previsione - 94. Fallimento - 95. Attimo fatale - 96. Ricordo di Natsumi - 97. Bugia - 98. Il sogno continua - 99. Mi piace Moemi                                         |                    |                         |
| 12 | 12    | 3 luglio 1992 | ISBN 4-08-871702-3 | febbraio 1994           |
| 12 | 12    | Capitoli - 100. Separazione - 101. Tornare indietro - 102. Non posso odiarti - 103. Credimi - 104. Happy day - 105. Lacrime di gioia - 106. Nuovi sentimenti - 107. L'Altissimo - 108. Amore                                 |                    |                         |
| 13 | 13-14 | 4 settembre 1992 | ISBN 4-08-871703-1 | aprile 1994 maggio 1994 |
| 13 | 13-14 | Capitoli - 109. Rischiare la vita - 110. Come la neve - 111. Tabula rasa - 112. Vigilia della fine |                    |                         |
| 14 | 15-16 | 4 novembre 1992 | ISBN 4-08-871704-X | giugno 1994 luglio 1994 |
| 14 | 15-16 | Capitoli - 113. Yota - 114. Ultimi istanti - 115. Addio, Ai |                    |                         |
| 15 | 17    | 4 marzo 1993 | ISBN 4-08-871705-8 | agosto 1994             |
| 15 | 17    | Capitoli - 116. Capitolo finale |                    |                         |

### Anime

Fotogramma tratto dalla sigla iniziale degli episodi

Un adattamento OAV è stato diretto da Hiroshi Watanabe e Mizuho Nishikubo e prodotto dallo studio d'animazione Production I.G per un totale di 6 episodi pubblicati tra il 27 marzo ed il 28 agosto 1992 in home video.
La trasposizione anime copre solamente i primi quattro volumi del manga, dando così un finale diverso da quello presente nell'opera originale.
In Italia la serie fu acquistata da Yamato Video che la pubblicò in 3 VHS nel 1994. Successivamente l'opera fu riedita da parte dello stesso editore in DVD.

#### Episodi
| Nº | Titolo italiano Giapponese 「Kanji」 - Rōmaji | Prima edizione | Prima edizione |
| Nº | Titolo italiano Giapponese 「Kanji」 - Rōmaji | Giapponese     | Italiano       |
| 1  | Io ti consolerò 「なぐさめてあげる」 - Nagusamete ageru | 27 marzo 1992  | 1994           |
| 2  | Il regalo 「プレゼント」 - Purezento | 24 aprile 1992 | 1994           |
| 3  | La celebrazione del primo appuntamento indossando l'abito che mi ha regalato Yota 「洋太がくれた服を着て初めてデートした記念日」 - Yōta ga kureta fuku wo kite hajimete deeto shita kinenbi | 22 maggio 1992 | 1994           |
| 4  | La dichiarazione 「告白」 - Kokuhaku | 25 giugno 1992 | 1994           |
| 5  | Ai svanisce 「あいが消える！」 - Ai ga kieru! | 24 luglio 1992 | 1994           |
| 6  | Dolore-Ai-Amore 「哀・あい・愛」 - Ai-ai-ai | 28 agosto 1992 | 1994           |

#### Sigle
Sigla di apertura
- Ureshi namida (うれし涙? lett. "Lacrime di gioia") di Kyoko Endo e Nobuyuki Shimizu, cantata da Noriko Sakai

Sigla di chiusura
- Ano hi ni... (あの日に…? lett. "In quel giorno") di Masakazu Katsura e Yuki Matsuura, cantata da Maki Kimura

### Live action
È stato realizzato un film live action distribuito in Giappone nel 1991. Sebbene l'inizio del film corrisponda alla trama dei primi volumi di Video Girl Ai, il finale è diverso.
È stata realizzata anche una serie televisiva chiamata "Denei Shojo Video Girl Ai 2018", uscita nell'inverno 2018 su TV Tokyo e incentrata sul nipote di Yota: Sho Moteuchi, innamorato della compagna di classe Nanami.
L'anno successivo è uscita la serie sequel Video Girl Mai, incentrata sul personaggio di Mai già visto nel manga.